# Fantic Motor R250
La Fantic Motor R250 è una motocicletta da competizione della CRP Technology con marchio Fantic Motor sviluppata in collaborazione con Franco Moro nel ruolo di direttore tecnico, che ha debuttato nella classe 250 del motomondiale nel 2005 e che termina la sua presenza al mondiale l'anno stesso, mentre nel 2006 partecipa al Campionato Europeo Velocità.

## Descrizione
La motocicletta si basa su un telaio deltabox bitrave in alluminio con tecnologia Windform, così come molte altre parti del mezzo, le forcelle sono rovesciate e l'impianto freno è un bidisco.

Il motore è un bicilindrico a V di 90° monoalbero con valvola d'ammissione lamellare e alimentato da due carburatori con venturi di 40 mm di diametro posti dentro all'air box.

L'air box non è unico, per questo ha un air box a destra e uno a sinistra, ma per via del diverso volume dei due box il rendimento dei due cilindri è differente, per questo nel 2006 venne adottato un air box unico caratterizzato da una presa d'aria molto particolare, posizionato sotto al cannotto di sterzo, che raccoglie l'aria che passa sotto al cupolino, ma al contempo rimane al di sopra del radiatore.

Per il raffreddamento si utilizza un radiatore ricurvo, che seppur di notevoli dimensioni il motore ha una temperatura d'esercizio di 65-75 °C con punte di 75-80 °C nelle peggiori condizioni climatiche, questo ha costretto l'utilizzo di un parafango/convogliatore, munito di due prese d'aria in modo da migliorare l'afflusso d'aria alle zone coperte del radiatore e abbassare di 2° il funzionamento del motore.

## Risultati
Il team partecipa con i piloti Gabriele Ferro e Arnaud Vincent a tutte le gare del mondiale ad eccezione della gara in Cina, ma senza mai andare a punti e con molti ritiri per problemi di varia natura, anche se il progetto venne continuamente sviluppato, mentre nell'europeo velocità partecipò con il solo pilota Steve Jenkner.